# Račice nad Trotinou
Račice nad Trotinou là một làng thuộc huyện Hradec Králové, vùng Královéhradecký, Cộng hòa Séc.